# Elezione del Presidente della Camera del 1972
L'elezione del presidente della Camera del 1972 per la VI legislatura della Repubblica Italiana si è svolta il 25 maggio 1972.
Il presidente della Camera uscente è Alessandro Pertini. Presidente provvisorio è Benigno Zaccagnini.
Presidente della Camera dei deputati, eletto al I scrutinio, è Alessandro Pertini.

## L'elezione

### Preferenze per Alessandro Pertini
| Scrutinio | Voti | Percentuale |
| --------- | ---- | ----------- |
| I         | 519  | 84,3%       |

## 25 maggio 1972

### I scrutinio
Per la nomina è richiesta una maggioranza pari a due terzi dei deputati.
| Dati votazione | Dati votazione |                | Nome               | Nome | Voti |
| -------------- | -------------- | -------------- | ------------------ | ---- | ---- |
| Presenti       | 615            |                | Alessandro Pertini | 519  |      |
| Votanti        | 615            |                | Voti dispersi      | 3    |      |
| Astenuti       | 0              | Schede bianche | 93                 |      |      |
| Maggioranza    | 420            | Schede nulle   | 0                  |      |      |

Risulta eletto: Alessandro Pertini